# Аппельбрук, Ида
Ида Аппельбрук (англ. Ida Applebroog; имя при рождении Ида Эпплбаум; 11 ноября 1929 года, Нью-Йорк, США — 22 октября 2023) — американская художница, известная своими картинами и скульптурами, которые исследуют темы гендера, сексуальной идентичности, насилия и политики. Удостоена множества наград, включая стипендию Мак-Артура «гранта гениев», награду от Ассоциации колледжей искусств  за выдающиеся достижения, почетной степени доктора изящных искусств в Новой школе социальных исследований / школы дизайна Парсонс. Аппельбрук в настоящее время проживает в Нью-Йорке и представлена Hauser & Wirth.

## Биография
Ида Эпплбаум родилась 11 ноября 1929 года в Бронксе в Нью-Йорке, в ультраортодоксальной еврейской семье. С 1948 по 1950 год посещала Государственный институт прикладных искусств и наук Нью-Йорка. В институте изучала графический дизайн вместо изобразительного искусства. Аппельбрук заявила, что она «не может заниматься искусством, не зарабатывая при этом денег». Во время учёбы в Государственном институте прикладных искусств и наук Нью-Йорка она начала работать в рекламном агентстве, где была единственной женщиной. Позже она вспоминала: «В те дни сексуальные домогательства были повседневным явлением. Я продержалась в рекламном агентстве шесть месяцев, затем уволилась».
После ухода из рекламного агентства, Аппельбрук продолжила работать в качестве внештатного иллюстратора детских книг и поздравительных открыток. В 1950 году она вышла замуж за Гедеона Горовица, с которым она была знакома со школы. Позже устроилась на работу в художественное отделение Нью-Йоркской публичной библиотеки . В это время она также начала посещать вечерние занятия в городском колледже Нью-Йорка. К 1960 году у Аппельбрук было уже четверо детей, и семья переехала в Чикаго, где её муж получал докторскую степень. После переезда, она проходила курсы в Школе Художественного института Чикаго и делала украшения в подвале дома, которые её муж и дети продавали на художественных ярмарках.
В 1968 году семья переехала в Южную Калифорнию, где её муж занял академическую должность. Живя в Сан-Диего, штат Калифорния, Аппельбрук начала рисовать крупные планы своего обнаженного тела, в частности промежность — серию из более чем 150 работ, которые она представила публике только в 2010 году. В 1969 году была на короткое время госпитализирована с депрессией, во время которой она начала делать зарисовки в ванной. Она выхода из больницы в 1970 году она продолжила заниматься искусством в своей студии в Сан-Диего.  Начала создавать скульптуры "биоморфных форм из ткани" помимо прочего. В возрасте сорока четырёх лет она участвовала в одной из своих первых групповых выставок под названием «Невидимый / Видимый» в 1972 году в Художественном музее Лонг-Бич.
В следующем году Аппельбрук отправилась на конференцию художниц-феминисток в Калифорнийском институте искусств, где она выступала со многими женщинами-художницами и находилась под сильным влиянием их энтузиазма в отношении социальной активности в искусстве. Аппельбрук вернулась в Нью-Йорк в 1974 году. Именно там, после смены имени с "Ида Горовиц" на "Ида Аппельбрук" (на основе ее девичьей фамилии, Апплбаум), где она начала развивать свой собственный фирменный художественный стиль с серией мультяшных фигур, объединяющих комикс. формат с рекламной индустрией использования раскадровки, чтобы объяснить концепцию. Начиная с 1977 года она распространила по почте серию самоизданных книг и присоединилась к изданию «Ереси: феминистская публикация об искусстве и политике». В 1981 году она показала Applebroog: Silent Stagings, свою первую выставку в Ronald Feldman Fine Arts, Нью-Йорк, где она продолжала выставляться более 20 лет.
В 2005 году она была представлена в документальном фильме PBS «Искусство 21: искусство в двадцать первом веке». В 2010 году работы Аппельбрук на бумаге, включая её эскизы 1969 года, были представлены в персональной выставке под названием Ida Applebroog: Monalisa в Hauser & Wirth в Нью-Йорке и в 2011 году в Hauser & Wirth в Лондоне.